# سانتا کلما د گرامنت
سانتا کلما د گرامنت (به اسپانیایی: Santa Coloma de Gramenet) یک شهرستان در اسپانیا است که در بارسلونس واقع شده‌است.

## خصوصیات
سانتا کلما د گرامنت ۷ کیلومترمربع مساحت و ۱۲۰٬۸۲۴ نفر جمعیت دارد و ۵۶ متر بالاتر از سطح دریا واقع شده‌است.